# День вшанування пам'яті дітей, які загинули внаслідок збройної агресії Російської Федерації проти України
День вшанування пам'яті дітей, які загинули внаслідок збройної агресії Російської Федерації проти України — державний пам'ятний день в Україні, що відзначається щороку 4 червня та був запроваджений для ушанування пам'яті дітей, що загинули внаслідок російсько-української війни з 2014 року рішенням Верховної Ради України від 1 червня 2021 року.

## Встановлення

### Розгляд у Верховній Раді
7 квітня 2021 року до Верховної Ради України IX скликання було подано Постанову № 5343 «Про вшанування пам'яті дітей, які загинули внаслідок збройної агресії Російської Федерації проти України». Як йшлося у пояснювальній записці до Постанови, в Україні з початку російсько-української війни загинуло понад 240 дітей. 1 червня 2021 року, в Міжнародний день захисту дітей, 308 народних депутатів України проголосували «за» дану Постанову.

### Текст Постанови
| Враховуючи той факт, що на території Донецької, Луганської та інших областей із 2014 року внаслідок збройної агресії Російської Федерації та інших дій держави-агресора проти України загинуло щонайменше 240 дітей, незважаючи на те, що Україна, як і більшість держав світу, докладає максимум зусиль для того, щоб діти не піддавалися дискримінації, яка, зокрема, посилюється в умовах кризових ситуацій та під час збройних конфліктів, враховуючи рішення Генеральної Асамблеї ООН, яка під егідою ООН заснувала Міжнародний день дітей - безневинних жертв агресії і постановила відзначати його 4 червня кожного року, Верховна Рада України постановляє: 1. Установити в Україні День вшанування пам’яті дітей, які загинули внаслідок збройної агресії Російської Федерації проти України, який відзначати щороку 4 червня. 2. Рекомендувати Кабінету Міністрів України, місцевим органам виконавчої влади та органам місцевого самоврядування розробити та затвердити плани заходів щодо вшанування на державному та місцевому рівнях пам’яті дітей, які загинули внаслідок збройної агресії Російської Федерації проти України. 3. Контроль за виконанням цієї Постанови покласти на Комітет Верховної Ради України з питань гуманітарної та інформаційної політики. 4. Ця Постанова набирає чинності з дня її прийняття. |

## Відзначення
4 червня 2021 року вперше Україна на офіційному рівні відзначила День вшанування пам'яті дітей, які загинули внаслідок збройної агресії Російської Федерації проти України.